# EHF Cup Winners’ Cup vrouwen 2009/10
De  EHF Cup Winners’ Cup vrouwen 2009-10 is de 35ste editie van de EHF Cup Winners’ Cup .Het toernooi begon op 31 oktober 2010 en zal eindigden op 16 mei 2010 met de return van de finale. FCK Håndbold is de huidige kampioen.

## Derde Ronde
|                            | Totaal  |                         | Heenduel          | Return            |
| -------------------------- | ------- | ----------------------- | ----------------- | ----------------- |
| ITC Ceramiche Salerno      | 46 : 67 | KIF Vejen               | 18 : 33 (10 : 19) | 28 : 34 (12 : 15) |
| CDES Gil Eanes             | 49 : 74 | VfL Oldenburg           | 25 : 38 (13 : 17) | 24 : 36 (12 : 21) |
| SPONO Nottwill Handball    | 42 : 62 | HC Lada                 | 19 : 30 (10 : 17) | 23 : 32 (11 : 16) |
| Storhamar Handball         | 85 : 33 | Panellinios Lefkosias   | 45 : 15 (20 : 07) | 40 : 18 (19 : 09) |
| ABU Baju                   | 50 : 74 | Mios Biganos Handball   | 26 : 35 (16 : 17) | 24 : 39 (13 : 17) |
| DVSC-Aquaticum             | 67 : 52 | DHK ZORA Olomouc        | 39 : 27 (20 : 14) | 28 : 25 (17 : 12) |
| Üsküdar B.S.K.             | 62 : 58 | Akaba Bera Bera         | 32 : 26 (17 : 11) | 30 : 32 (14 : 13) |
| O.F.N. Ionias              | 38 : 50 | Kiddy World SEW         | 24 : 24 (13 : 11) | 14 : 26 (09 : 11) |
| FC Midtjylland Handball    | 59 : 29 | KHF Prishtina           | 33 : 15 (17 : 08) | 26 : 14 (10 : 06) |
| IUVENTA Michalovce         | 51 : 59 | MKS "Zaglebie" Lubin    | 27 : 27 (16 : 15) | 24 : 32 (12 : 17) |
| H.C. "Dunarea" Braila      | 75 : 31 | ZRK Vardar Osiguruvanje | 37 : 16 (22 : 08) | 38 : 15 (20 : 05) |
| SSV "VEG" Dornbirn Schoren | 49 : 69 | HC Naisa-Nis            | 23 : 36 (07 : 18) | 26 : 33 (10 : 17) |

## Vierde Ronde
|                         | Totaal   |                       | Heenduel          | Return            |
| ----------------------- | -------- | --------------------- | ----------------- | ----------------- |
| KIF Vejen               | 47 : 36  | HC Lada               | 26 : 15 (15 : 10) | 21 : 21 (14 : 12) |
| ŽRK Budućnost Podgorica | 48 : 47  | DVSC-Aquaticum        | 28 : 20 (14 : 09) | 20 : 27 (10 : 14) |
| H.C. "Dunarea" Braila   | 50 : 62  | VfL Oldenburg         | 29 : 32 (13 : 17) | 21 : 30 (12 : 13) |
| FC Midtjylland Handball | 48 : 56  | Swesda Swenigorod     | 27 : 24 (15 : 12) | 21 : 32 (11 : 15) |
| Metz Handball           | 72 : 46  | Kiddy World SEW       | 41 : 18 (23 : 11) | 31 : 28 (19 : 16) |
| Storhamar Handball      | 77 : 66  | Mios Biganos Handball | 35 : 31 (17 : 14) | 42 : 35 (20 : 14) |
| MKS "Zaglebie" Lubin    | 48 : 61  | Byasen HE             | 26 : 30 (14 : 17) | 22 : 31 (11 : 16) |
| Üsküdar B.S.K.          | 43 : 43* | HC Naisa-Nis          | 24 : 27 (13 : 15) | 19 : 16 (13 : 08) |

* HC Naisa-Nis wint na Uitdoelpunten

## Kwartfinale
| team 1             | team 2                  | Heenduel           | Return             | Totaal   |
| ------------------ | ----------------------- | ------------------ | ------------------ | -------- |
| HC Naisa-Nis       | VfL Oldenburg           | 13-03-1018:30 uur  | 21-03-10 16:00 uur | 54 : 69  |
| HC Naisa-Nis       | VfL Oldenburg           | 23 : 31 (11 : 15)  | 31 : 38 (18 : 22)  | 54 : 69  |
| Storhamar Handball | ŽRK Budućnost Podgorica | 14-03-10 17:00 uur | 20-03-10 18:00 uur | 48 : 57  |
| Storhamar Handball | ŽRK Budućnost Podgorica | 28 : 22 (12 : 13)  | 20 : 35 (09 : 20)  | 48 : 57  |
| KIF Vejen          | Swesda Swenigorod       | 13-03-10 14:15 uur | 20-03-10 17:00 uur | 52 : 49  |
| KIF Vejen          | Swesda Swenigorod       | 24 : 23 (12 : 09)  | 28 : 26 (16 : 13)  | 52 : 49  |
| Byasen HE          | Metz Handball           | 14-03-1018:00 uur  | 20-03-10 20:00 uur | 51 : 51* |
| Byasen HE          | Metz Handball           | 31 : 27 (14 : 16)  | 20 : 24 (09 : 13)  | 51 : 51* |

* Metz Handball wint na Uitdoelpunten

## Halve finale
| team 1                  | team 2        | Heenduel                       | Return                           | Totaal  |
| ----------------------- | ------------- | ------------------------------ | -------------------------------- | ------- |
| VfL Oldenburg           | KIF Vejen     | Zondag 11 april 2010 16:00 uur | zaterdag 17 april 2010 16:15 uur | 42 : 47 |
| VfL Oldenburg           | KIF Vejen     | 17 : 25 (07 : 13)              | 25 : 22 (12 : 12)                | 42 : 47 |
| ŽRK Budućnost Podgorica | Metz Handball | zondag 11 april 2010 20:00 uur | zaterdag 17 april 2010 20:00 uur | 56 : 48 |
| ŽRK Budućnost Podgorica | Metz Handball | 28 : 21 (15 : 11)              | 28 : 27 (10 : 13)                | 56 : 48 |

## Finale
| team 1    | team 2                  | Heenduel           | Return             | Totaal  |
| --------- | ----------------------- | ------------------ | ------------------ | ------- |
| KIF Vejen | ŽRK Budućnost Podgorica | 05-05-10 21:55 uur | 16-05-10 20:00 uur | 36 : 41 |
| KIF Vejen | ŽRK Budućnost Podgorica | 20: 23 (8: 12)     | 16 : 18 (9: 8)     | 36 : 41 |